# 丽江陷脉冬青
丽江陷脉冬青（学名：Ilex delavayi var. comberiana）为冬青科冬青属下的一个变种。

## 扩展阅读
- 維基物種上的相關：丽江陷脉冬青